# أيمن نوفل
أيمن أحمد عبد الله نوفل ويُكنّى أبو أحمد (13 مايو 1974 – 17 أكتوبر 2023) كانَ قياديًا فلسطينيًا في حركة حماس وعضو المجلس العسكري العام وقائد لواء الوسطى في كتائب القسام. لعب أيمن دورًا في تطوير المنظومة الصاروخيّة لحركة المقاومة الإسلاميّة حماس، كما ساهم في التخطيطِ لعملية أسر جلعاد شاليط فضلًا عن التخطيطِ لعددٍ من الهجمات الأخرى ضدّ الاحتلال الإسرائيلي. اعتُقل القيادي القسّامي في سجون إسرائيل في مطلع العقد الأخير من القرن العشرين، كما اعتُقل في سجون السلطة الفلسطينية عام 1997 لإيمانه بالفعل المقاوِم والكفاح المسلَّح، ثمّ اعتُقل لمدة 3 سنوات تقريبًا في سجون حسني مبارك إلى أن فرَّ منها تزامنًا مع الثورة المصريّة. اغتالت إسرائيل أيمن نوفل يوم 17 أكتوبر 2023 وذلك في غارة جوية عنيفة على مخيم البريج خلال معركة طوفان الأقصى.

## المسيرة العسكريّة

### البداية
وُلد أيمن نوفل عام 1974 في مخيم البريج داخل قطاع غزّة وترعرعَ هناك حيث قضى أغلب سنين حياته. انضمّ أيمن لكتائب القسّام وهي في بداياتها ما جعله من الرعيل الأول في صفوفِ الكتائب، وهو ما عرّضه لملاحقات السلطة الفلسطينية خلال السنوات الأولى من تطبيق اتفاقية أوسلو التي كان يُعارضها، خاصّة وأنه يُؤمن بالمقاومة والكفاح المسلَّح لاسترجاعِ الأراضي على عكسِ السلطة الفلسطينية التي راهنت على السياسة واتفاقيات السلام وحاولت بدعمٍ من الولايات المتحدة وإسرائيل قمع فصائل المقاومة المسلَّحة.

### العمل العسكري
بدأ يتقدمُ أيمن نوفل في المناصبِ داخل كتائب القسام شيئًا فشيئًا حتى صارَ قائدًا للواء غزّة، ثم تولى تنسيق عمليات الغرفة المشتركة لفصائل المقاومة الفلسطينية وقيادة تدريبها وهو ما جعله عضوًا ملحوظًا وفاعلًا داخل الذراع العسكري لحركة المقاومة الإسلاميّة حماس وبالتالي داخل حماس نفسها. قادَ أيمن العمل العسكري إبان الانتفاضتين الأولى و‌الثانيّة، بل أصبحَ من بين المسؤولين عن تجهيزِ العديد من الاستشهاديين الذي أوقعوا الخسائر والإصابات في صفوف جيش الاحتلال الإسرائيلي ما جعله هدفًا للأخير.

### القيادة
أصبحَ أيمن قائد لواء الوسطى في كتائب القسّام، حيث أدى دورًا في تطويرِ صواريخ حماس وفي إنتاجها كذلك، كما خطَّط وشارك في تنفيذ العديد من الهجمات ضدّ الاحتلال الإسرائيلي فضلًا عن المشاركة أو التخطيطِ لعمليّة اختطاف جلعاد شاليط. برزَ اسمُ أيمن كأحد المشاركين والمخطّطين لعمليّة طوفان الأقصى يوم 7 تشرين الأول/أكتوبر 2023 ويُعرف عنه قرابته من القائد العام لكتائب القسّام محمد الضيف.

## الاعتقال

### فلسطين
اعتُقل أيمن نوفل لأول مرة عام 1991 حينما زجَّ به الاحتلال الإسرائيلي في سجونه على اعتبار أنه يُشكّل خطرًا عليه، ثم أُطلق سراحه لاحقًا لكنّ السلطة الفلسطينية عاودت اعتقاله عام 1997 بعدما أبدى رفضًا واضحًا لممارسات السلطة وسياساتها القائمة على التفاوض وعقد اتفاقيات سلامٍ يرى أيمن ومن معه في قيادة القسام أنها اتفاقاتٌ لا فائدة منها خاصة وأنّ إسرائيل لا تلتزمُ بها بالمطلق وسرعان ما تخترقها حينما تستمرُّ في دعمِ الاستيطان في الضفة الغربية وفي اعتقالِ الفلسطينيين والتضييق عليهم وقمعهم بل واغتيال عددٍ من المقاومين.

### مصر
| نحن في مقدمة أصوات الجماهير الفلسطينية التي تطالب الجمهورية المصرية بالإفراج الفوري عن القائد القسامي أيمن نوفل المعتقل ظلماً في سجون مصر ونطالب بإنهاء هذه المأساة عاجلًا. لا يُوجد أي مبرر أخلاقي أو قانوني أو وطني لاحتجاز مجاهد مطلوب لدى قوات الاحتلال هذه المدة في سجون مصر الشقيقة. |
| —من خطابٍ للناطق باسمِ كتائب القسّام أبو عبيدة. |

احتجزت السلطات المصرية عام 2008 القيادي القسّامي نوفل عند الحدود في مدينة رفح بذريعة تواجد سلاح مع الشبان اللذين كانا برفقته في السيارة التي أرادت عبور الحدود طالبت حركة حماس من السلطات المصرية الإفراج عنه في أكثر من مرّة، كما ضغطَ أبو عبيدة في أحدِ خطاباته، لكن هذه المطالبات بقيت دون جدوى، ودون استجابة من الجانب المصري. استطاعَ أيمن الهروبَ من السجون المصرية معَ اندلاع ثورة 25 يناير عام 2011 حيثُ شهدت بعض السجون حالة تفلت أمني وتمكّن القيادي القسامي في تأمين تواصلٍ معَ خليةٍ لحزب الله كانت في نفس قسمه وهي التي ساعدته بدورها في تأمين الاتصال مع كتائب الشهيد عز الدين القسام التي وفَّرت له المساعدة اللازمة للخروج من السجن.
اعترفَ أيمن نوفل خلال حوارٍ حصري وخاص معَ صحيفة مصرية عقبَ الفرار من السجن أنّ محاولات حماس لإخراجه كانت كثيرة، خاصة وأنه كان على تواصلٍ مع قادة الحركة من خلال هاتف محمول مهرَّب، وخاصة القادة الذين كانوا يزورون القاهرة للتفاوضِ حول قضيّة الأسير الإسرائيلي جلعاد شاليط. علِم أيمن من قيادة حماس ممن كان على تواصلٍ بهم أنّ الحكومة المصرية في تلك الفترة كانت تُماطل مرة بالقولِ إنّ القضية كلها في يد الرئيس حسني مبارك، ومرة أخرى تزعمُ أنه لا يُمكن الإفراج عن نوفل إلا في وضع أمني مناسب حتى لا يتعرّض للاستهدافِ من إسرائيل وهو الذي عاش سنين في غزّة دون أن تستطيع تل أبيب اغتياله، بل لمَّحت الحكومة المصرية في إحدى المرات بأنه لا يُمكن الإفراج عن أيمن نوفل إلا إذا أُفرجَ عن شاليط من قبل حماس في محاولةٍ للمقايضة بشاليط.

## الاغتيال
أعلنت كتائب الشهيد عز الدين القسام يوم الثلاثاء 17 تشرين الأول/أكتوبر 2023 الموافق 2 ربيع الآخر 1445 هـ عن «استشهاد أيمن نوفل إثر قصفٍ صهيوني استهدف مخيم البريج وسط قطاع غزة»، ليكون بذلك أيمن أول قيادي قسّامي تغتاله إسرائيل خلال العمليّة التي سمَّتها السيوف الحديدية ردًا على عملية طوفان الأقصى التي تمكّنت فيها حماس من اقتحامِ عشرات المستوطنات الإسرائيلية المحاذية للقطاع وقتلت مئات الجنود والضباط وعدد من القادة كما أسرت ما لا يقلُّ عن 200 أسيرًا إسرائيليًا. جديرٌ بالذكرِ هنا أنّ نوفل كان في المرتبة الرابعة ضمنَ قائمة أبرز المطلوبين للاغتيال لدى تل أبيب.